# 本多秀玄
本多 秀玄（ほんだ ひではる）は、戦国時代から安土桃山時代の武将。徳川家康の武将。徳川氏重臣本多氏の一族で、本多重次は伯父にあたる。

## 生涯
父重玄は徳川家康に仕え、三河寺部城攻撃の際に戦死した。当時秀玄はまだ幼かったため、伯父重次によって扶育され、後にその娘を娶った。その後、松平信康付きの小姓となる。天正7年（1579年）信康が自害した後は重次の麾下となり岡崎城番となる。天正10年（1582年）甲州征伐では駿河久能城攻撃に加わり、落ち延びた城主今福虎孝を中根新十郎とともに討ち取った。天正12年（1584年）小牧・長久手の戦いでは斥候となり、遭遇した敵を討つ武功を立てている。天正18年（1590年）徳川氏の関東移封後は武蔵河越に150石を与えられ、本多正信の配下となった。その後は河越に住み、関ヶ原の戦いの際には、上田城の戦いに嫡子玄盛が従軍している。戦後は加増されて上総山野辺に200石を与えられている。玄盛は慶長15年（1610年）に早世したため、秀玄没後の家督は嫡孫玄正が幼くして継承した。